# Société anonyme (SA)

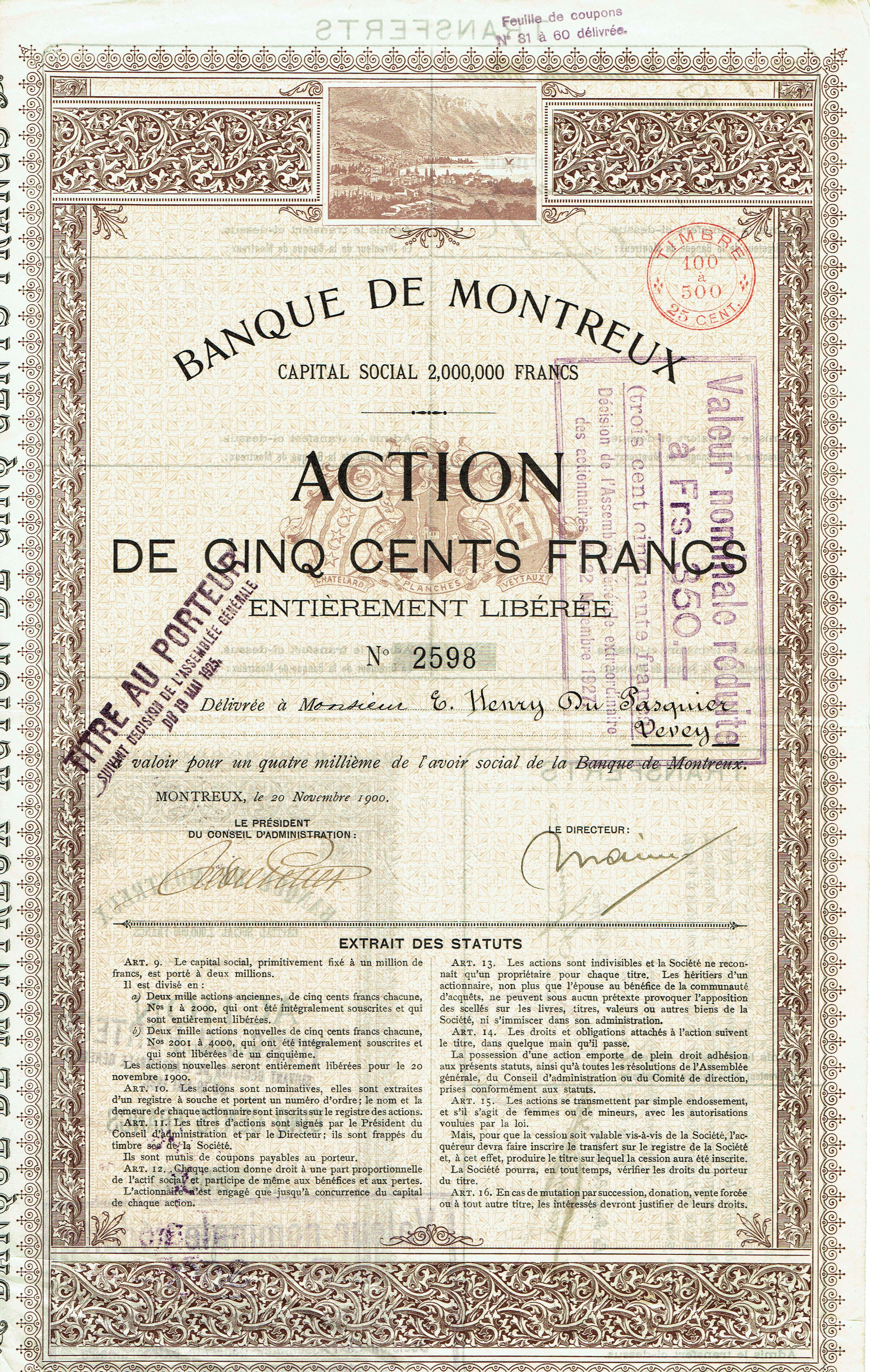
Акція Société anonyme Banque de Montreux, 1900

S. A. або Société anonyme (анонімне товариство) — тип корпорації в країнах цивільного права, більшість яких послуговуються романськими мовами. Залежно від мови, анонімне суспільство, анонімне товариство, акціонерне товариство, приблизно еквівалентно Public limited company в загальноправових юрисдикціях. Відрізняється від партнерств і товариств.
Акціонери можуть бути анонімними та збирати дивіденди, здаючи купони, прикріплені до своїх сертифікатів акцій. Керівництво компанії не забов'язане знати, хто володіє його акціями.